# 荘内銀行
株式会社荘内銀行（しょうない ぎんこう、英語:The Shonai Bank, Ltd.）は、山形県山形市に本店を置く地方銀行。庄内地方を地盤としており、鶴岡市及び酒田市の指定金融機関である。店舗網はこのほかにも山形県内各地や隣接する宮城県、福島県と東京都にも展開している。
秋田県が地盤の北都銀行とともにフィデアホールディングスの傘下にある。

## 概要
第六十七国立銀行を前身とする銀行を含めた戦時統合によって1941年（昭和16年）に設立。そのため、山形県では唯一の国立銀行を前身とする銀行である。
資金量では地銀中低位に位置するが、早くから投資信託や生命保険の販売に力を入れており、総預かり資産における投信預かり資産の割合は上位に位置する。通称は荘銀（しょうぎん）。北都銀行と金融持株会社方式で経営統合した。

## 経営

### 北都銀行との経営統合
2009年（平成21年）10月1日、北都銀行とともに株式移転により新規設立された金融持株会社フィデアホールディングス株式会社の傘下に入った。

### 酒井家と安田財閥との関係
初代頭取は、庄内藩第12代藩主・酒井忠宝の長男である酒井忠純であり、2004年（平成16年）に死去した第17代当主酒井忠明は、亡くなるまで荘銀の相談役を務めていた。また、忠宝の次女銑子は、安田財閥の安田善次郎 (2代目)に嫁ぎ、長男として安田一が誕生している。このように酒井家を介し、荘銀と芙蓉グループの関係は古くから近しいものがある。

### 北都銀行との合併構想
2024年1月25日、フィデアホールディングスは北都銀行と荘内銀行の2026年度中の合併に向けて検討を進めることを発表した。同年2月に合併に向けた準備委員会を設置し、新銀行の名称や本店の所在地などを協議してきた。2024年11月8日、フィデアホールディングスは2027年1月1日に北都銀行と荘内銀行を合併しフィデア銀行とする予定であることを発表した。本店は現在の荘内銀行山形営業部とし、現在の荘内銀行本店はフィデア銀行鶴岡営業部とする予定である。また、合併に先立って2025年4月1日から北都銀行と荘内銀行の頭取は兼務とし、2025年5月26日から荘内銀行は本店所在地を山形県鶴岡市から山形県山形市へ変更し、同日に店名を山形営業部から山形本店営業部へ、本店営業部から鶴岡営業部へ変更した。

## 沿革
- 1878年（明治11年）9月19日 - 第六十七国立銀行創業。
- 1881年（明治14年）1月 - 第百四十国立銀行を合併。
- 1941年（昭和16年）
  - 4月7日 - 六十七銀行、風間銀行、鶴岡銀行、出羽銀行が合併し、荘内銀行を設立。酒井忠純が初代頭取に就任。
  - 12月 - 新庄銀行の営業譲り受け。
- 1942年（昭和17年）4月 - 安田銀行鶴岡支店、酒田支店の営業譲り受け。
- 1943年（昭和18年）10月- 荘内貯蓄銀行を合併。
- 1951年（昭和26年） - 日本勧業銀行鶴岡支店、酒田特設出張所の業務を継承。
- 1961年（昭和36年）8月14日 - 富士銀行米沢支店の業務を継承。
- 1964年（昭和39年）
  - 仙台支店を開設。
  - 10月 - 本店竣工。
- 1966年（昭和41年）1月28日 - 秋田支店を開設。
- 1975年（昭和50年）9月22日 - 北支店が山王町から末広町に移転し営業開始[10]。
- 1996年（平成8年）
  - 2月 - 東邦銀行山形支店の営業を山形支店（現：山形本店営業部）が譲り受け。
- 1997年（平成9年）
  - 6月9日 - 酒田支店と酒田中央支店が統合[11]。
  - 11月25日 - 荘銀山形ビルが竣工、山形支店を山形営業部に改称。
- 1998年（平成10年）
  - 4月 - 荘銀総合研究所を設立。
  - 12月 - 投資信託の窓販業務を開始。
- 1999年（平成11年）
  - 5月 -  仙台銀行山形支店の営業を譲り受け。
  - 9月11日 - 新潟支店の営業資産を山形しあわせ銀行新潟支店に譲渡。
- 2000年（平成12年）
  - 4月 -  ミライオン銀行合併構想を白紙撤回。
  - 宮城県初となるインストアブランチ、長町支店ザ・モール仙台長町出張所（Q's SHOP仙台長町）を開設。
- 2001年（平成13年）
  - 4月 - 損害保険の窓口販売業務開始。
  - 10月 - 荘銀ユーシーカードと荘銀ジェーシービーカードが合併し、荘銀カードが発足。
- 2002年（平成14年）
  - 6月 - 荘銀オフィスサービスを吸収合併。
  - 10月 - 生命保険の窓口販売業務開始。
- 2003年（平成17年）4月 - 証券仲介業務の開始。
- 2006年（平成18年）
  - 2月 - 東証一部上場。
  - 5月 - 勘定系システムをNTTデータ地銀共同センターへリプレース。
  - ローソンATMサービス開始。
- 2007年（平成19年）
  - 6月 - 鶴岡信用金庫の協力と鶴岡商工会議所加盟企業の出資を得て「まちづくり鶴岡」を設立。
  - 12月 - 荘銀カードが庄内信販を吸収合併。
  - リリー保険と銀行代理店の業務委託契約を締結、東北初の銀行代理店店舗を開設。
  - 北海道銀行仙台支店の（仙台）荘銀ビル6Fへの移転に伴い、同行とATM共同利用を開始。
  - イオン銀行とATM共同利用を開始（個人カードのみ）。
- 2008年（平成20年）
  - ICキャッシュカードの発行開始。
  - 銀行本体発行によるクレジットカード一体型ICキャッシュカード、「〈荘銀〉ブライトワン」の発行開始。
- 2009年（平成21年）
  - 北都銀行とATM共同利用を開始。
  - 10月1日 - フィデアホールディングスの完全子会社化。
- 2010年（平成22年）
  - 2月15日 - イオン銀行・北都銀行の各ATMでの入金の取扱い開始（終日無料）。
  - 5月17日 - セブン銀行との提携を開始。
  - 7月 - 系列企業であるリリー保険が北都銀系列のほくと商事と合併し、リリーほくと商事に商号変更。
  - 10月1日 - 荘銀イオンカード、〈荘銀〉ブライトワンを除く全てのクレジットカードの新規受け付けを終了。
- 2011年（平成23年）
  - 3月1日 - 荘銀と山形県下全4信用金庫（山形・米沢・鶴岡・新庄）とのATM共同利用「<荘銀・しんきん>べんりだネ!っと」を開始（個人カードのみ）[12]。
  - 4月1日 - 山形県野球場の命名権を日新製薬（山形県天童市）と共に取得。球場の愛称が「荘内銀行・日新製薬スタジアムやまがた」となる。
  - 4月11日 - みちのく銀行（本店：青森市）とATM共同利用を開始。
- 2012年（平成24年）
  - 1月31日 - イオン銀行からの銀行代理業務の受託を終了[13]。
  - 3月21日 - インターネット専業支店・荘内銀行わたしの支店を開設[14]。
- 2013年（平成25年）
  - 3月13日 - 北海道新幹線新函館北斗駅開業による経済交流促進や東日本大震災の避難者支援などを目的にATM共同利用先の北海道銀行と業務提携範囲拡大を締結。
  - 6月17日 - 吉岡支店（大和町）を開設。
  - 8月20日 - 桂ガーデンプラザ支店内にブランチインブランチとされていた西友仙台泉支店を移転する形で、泉中央支店を開設。
- 2014年（平成26年）
  - 4月 - 荘銀事務サービスを吸収合併。
  - 3月17日 - 勘定系システムをBeSTAcloudに変更。
  - 11月14日 - 山形第一信用組合とATM手数料相互無料提携を開始。
- 2015年（平成27年）
  - 3月7日 - イオンモール天童支店が開業[15]。
  - 4月1日、ゆうちょ銀行ATM利用手数料無料化[16]。
  - 4月20日 - イーネットとの直接接続を開始。
  - 9月24日 - 老朽化に伴う建替のために本店営業部は旧NTT鶴岡支店に、本部部署はマリカ西館で仮店舗営業が開始。
  - 11月13日 - イオン葛西支店（東京都江戸川区西葛西）を開設[17]。
  - 11月21日 - イオン板橋前野町支店（板橋区前野町）を開設[18]。
- 2016年（平成28年）
  - 3月29日 - 伊藤忠商事、あおぞら銀行、地銀4行などと共同出資会社をつくり地方企業の海外進出を後押しする方針を発表[19]。
  - 11月7日 - コピス吉祥寺（東京都武蔵野市）内に吉祥寺支店開設。また同店に酒田市役所東京吉祥寺テラスを併設[20]。
- 2017年（平成29年）
  - 7月1日 - 時間外手数料を廃止し、平日のATM引き出しが無料に[21]。
  - 7月18日 - 新本店営業開始、同時に宝田支店をブランチインブランチ化[22]。
  - 9月1日 - 鶴岡市文化会館（2018年3月グランドオープン）の命名権を取得。「荘銀タクト鶴岡」と決定した愛称が使用開始[23]。
- 2025年（令和7年）5月26日 - 本店所在地を鶴岡市から山形市に変更。これに伴い、山形営業部を山形本店営業部、（旧）本店営業部を鶴岡営業部に改称。
- 2027年（令和9年）1月1日 - 北都銀行を吸収合併して「フィデア銀行」に商号を変更。〈予定〉[24][25]

## 営業政策

### 店舗政策

#### 山形市
山形市内では、最大で13店舗を展開していたが、営業体制の見直しで、本店営業部など7店舗に移転・集約となった。
本店
1942年（昭和17年）9月、県都進出における第1号店として七日町に山形支店を開設し、1957年10月に本町一丁目に新築移転した。
1997年（平成9年）11月、建設を進めた荘銀山形ビルが竣工し、それを機に従来の山形支店を山形営業部と改め、本店からはシステム企画部（当時）などの本部部署の一部を同ビルに移した。
2027年にフィデア銀行発足を控えるのを前に、2025年5月より山形営業部を登記上の本店とし、「山形本店営業部」に改称した。それに伴い、従来の鶴岡市の本店営業部は「鶴岡営業部」となった。

#### 鶴岡市
鶴岡市内では、最大で16店舗展開していたが、営業体制の見直しで鶴岡営業部など6店舗に移転・集約となった。
鶴岡営業部
荘内銀行が発足した際には、前身の1行である六十七銀行が1932年（昭和7年）に新築した本店を荘銀本店とした。戦後、業容の拡大に伴い、オフィスが狭小化し、再三にわたって増築を繰り返し急場を凌いできたが、予想される銀行事務の機械化に備えるべく、本店の全面改築が検討され、1961年（昭和36年）4月1日、創立20周年記念事業の一環として本店建築準備委員会を発足させた。このときに、本町2丁目で営業していた佐金呉服店が鶴岡駅前に移転することが分かったため、荘銀は郵政省と折衝。その跡地を鶴岡郵便局の移転先として斡旋し、同省も了承した。これによって荘銀は本店と隣接していた鶴岡郵便局跡地を買い取り、本店の新築予定地として996.94坪を用意した。こうして本店新築工事は着工し、1964年（昭和39年）10月24日、地下1階、地上5階、塔屋2階の新本店が竣工。10月26日から業務を開始した。
その本店も老朽化したため、6階建の新本店を建設し、2017年（平成29年）7月18日にオープンした。新本店には1階にエントランスホールとギャラリーを設置したほか、上層部には荘銀本店ホールも設けた。また本店営業部にはゆうちょ銀行ATMも1台設置。翌年5月から本店ホールも一般向けの貸し出しを始めた。

#### 酒田市
酒田市内では、最大11店舗を展開していたが、営業体制の見直しで酒田中央支店など4店舗に移転・集約となった。2021年（令和3年）10月11日、中核店舗の酒田中央支店は完成した酒田産業会館で営業を開始した。

#### 米沢市
米沢市内では、富士銀行米沢支店の業務を継承した米沢支店など最大で4店舗展開していたが、営業体制の見直しで、中核店舗の米沢中央支店に全店が移転・集約となった。

#### 仙台圏
仙台支店は、荘銀における初の県外店舗として、1964年（昭和39年）7月に開設され、86年10月には、店舗の老朽化を受け建設された荘銀ビル1階で営業を開始した。これに先立ち、78年8月には市下2店目として長町支店が開設されている。
2000年（平成12年）の長町支店ザ・モール仙台長町出張所（Q's SHOP仙台長町）を皮切りに、仙台圏でインストアブランチや小型店の出店を進め、20年には仙台市青葉区（仙台・栗生）、太白区（長町）、泉区（桂ガーデンプラザ・イオン中山）、若林区（荒井）、仙台市以外でも富谷市（明石台・イオン富谷 ）、名取市（名取エアリ）、利府町（イオン利府）と、10店舗を展開していた。しかし、20年末までに大規模な統合が行われ、仙台・長町・桂ガーデンプラザ・明石台の4店舗に拠点は絞られた。

#### 山形・宮城県外
東京都
1969年（昭和44年）11月、東京支店は千代田区内神田の繊維貿易会館ビル（現：センボービル）に路面店として開設されるが、後に空中店舗となった。2010年（平成22年）3月、北都銀行とともに中央区日本橋室町に所在のヒューリック日本橋室町ビル（現：日本橋室町プラザビル）2階へ移転してATMは撤去されたが、カード入出金は同じ階の北都銀行ATMを共同利用することになった。2019年（令和元年）5月、東北銀行東京支店も共同店舗化される。
前述にもある通り、近年は、江戸川区や板橋区、武蔵野市のイオングループや三菱商事都市開発のショッピングセンターに、インストアブランチ形式の店舗を開設していたが、2021年4月までに3店とも東京支店に統合（ブランチインブランチ化）された。これらの3店舗は、土日祝日も営業しており、ATMも設置していた。
秋田支店
1992年（平成4年）9月末まで庄内地方は日本銀行秋田支店の所管だった。このため荘銀は秋田支店を開設するまで為替の集中決済は全て他行に代理交換を依願していた。しかし、昭和40年代に入り地域経済の広域化が進み、他行に対する代理交換を解消することを狙い、1966年（昭和41年）1月28日、秋田市楢山字長沼の安田生命秋田ビル に秋田支店を開設している。
1968年（昭和43年）、富士銀行秋田支店が日本勧業銀行秋田支店に営業譲渡し秋田県から撤退した。荘銀は、旧富士銀行秋田支店を買収し、70年6月に秋田支店をに移した。その店舗も老朽化したことから建て替えられ、1999年（平成11年）3月に秋田支店が入る荘銀秋田ビルが竣工した。
2022年（令和4年）3月25日をもって秋田支店の営業を終了、3月28日に酒田中央支店に統合（ブランチインブランチ化）された。秋田支店のあった荘銀秋田ビルには、行員が住宅ローンの相談や手続きを行う相談窓口とATMを設置したが、12月30日で相談窓口は営業を終了。窓口に設置してあるATMは、23年1月13日で荘銀秋田ビルでの稼働を終え、1月16日、北都銀行本店営業部ATMコーナーに移設され、稼働を始めた。
2024年（令和6年）7月29日、旧荘銀秋田ビルには、賃貸住宅経営全般に対応する部署が集結する新拠点として、株式会社秋田住宅流通センター大町支店が開設された。
福島支店
福島支店は他県資本の地銀支店で唯一、福島市の金融街ことレンガ通り（福島の兜町）沿いに店舗を構えず、東北新幹線の開通を見据え新たに開発が進められた福島駅西口地区（三河南町）の高湯街道沿いに1974年（昭和49年）7月24日に開設され、76年7月には新店舗が完成した。
郡山支店
2008年（平成20年）5月31日にショッピングモールフェスタの本館専門店エリアの2階に、インストアブランチ・ジャスコ郡山支店として開設。11年3月1日のイオングループのGMS店舗のブランド統一に伴い、5月1日、イオン郡山支店と改称した。しかし、東日本大震災によってフェスタ本館が被災。営業再開の目処が立たない為、同16日には、郡山市並木一丁目に臨時相談窓口を設置し、同20日には臨時常設店舗として窓口業務を再開。7月1日、臨時常設店舗を正式に支店とした。しかし、合理化推進のため、2020年（令和2年）2月14日、福島支店に統合（ブランチインブランチ化）された。

#### インストアブランチ
1997年（平成9年）以後の銀行法改正により出店規制自体が緩和され、欧米で浸透しはじめていたインストアブランチ形態の出店が可能となった。専門家などによる書籍などでは、銀行の営業時間外の銀行店舗スペースを他のテナントエリアとシャッターで仕切らない、荘銀やイオン銀行の店舗が「インストアブランチ」のモデルケースとされることが多い。
最大で山形県内外の商業施設に16店舗展開していたが、2021年（令和3年）4月までに宮城・東京からは全店撤退。残りの山形のイオンの商業施設に出店する3店も、22年7月末までに近隣店舗に移転統合となった。これによって、日本唯一の成功例とされた荘銀のインストアブランチは全て閉店した。

### 法人市場対策
荘銀ビジネスダイレクト
2007年3月より、法人向けとしてインターネットEBサービスを提供している。通信には128ビットSSL暗号化方式を採用しているほか、公開鍵証明書による本人認証を行うことによりセキュリティを高めて運用している。
産学連携協定
山形大学工学部、農学部、鶴岡工業高等専門学校、山形デザイン専門学校、と連携協定を結び、地元企業ニーズと研究機関ニーズをつなぎ、経営課題解決を支援している。また、日本政策投資銀行、東北公益文科大学とも、「環境」と「まちづくり」を主要テーマに連携協定を結んでいる。
2016年、内閣府が取りまとめを行う第14回産学官連携功労者表彰において、産学官連携功労者選考委員会特別賞を受賞。受賞内容は、「山形発 地域からイノベーションを起こす学金連携システム」であり、山形大学と米沢信用金庫との共同受賞である。
確定拠出年金
2001年10月の確定拠出年金制度施行と同時に取扱いを開始し、地元企業の退職制度、企業年金制度の改定をサポートしている。
金融商品仲介業務
2005年4月より、日興コーディアル証券（現：SMBC日興証券）、(旧：みずほ証券）、三菱UFJメリルリンチPB証券と提携し、株式、外国債券、仕組債の取扱い（仲介）を行っている。
市場誘導業務
2006年1月より、日興コーディアル証券（現：SMBC日興証券）、大和証券、新光証券（現：みずほ証券）、旧SBI証券、ディー・ブレイン証券と提携し、企業株式公開を支援する市場誘導業務を行っている。
海外ビジネスサポート
海外取引支援室に、東アジア戦略チームを2007年度組成するとともに、中国ビジネスで東京リースと提携、また県内初となる国際協力銀行とも提携し県内企業の海外ビジネスを支援している。

### 地方公共団体取引
山形県の指定代理金融機関である。市町村部では、鶴岡市、酒田市、最上町、金山町から指定金融機関とされている。

### キャラクター
鶴岡出身である藤沢周平が原作の『蟬しぐれ』が映画化された際、主演を務めたことが縁で、七代目市川染五郎（現十代目松本幸四郎）がイメージキャラクターとして起用していた。また、1995年（平成7年）8月からマスコットキャラクターとして、タマ&フレンズを使用してきたが、22年7月で終了した。

### 自動機サービス
ICキャッシュカード関連
2010年4月時点、生体認証付ICキャッシュカードが発行されている。
単体とクレジット一体型の2種類があり、カラーは単体が【ブラック・レッド・ブルー】、クレジット一体型が【シルバー・ゴールド（ゴールドカード専用）】
クレジットカード提携
2010年10月現在 取扱いカード
キャッシュカード一体型（太字は、ICキャッシュカード対応）
- 〈荘銀〉ブライトワン - 荘内銀行のVJA加盟による本体発行
- 荘銀イオンカード (VISA) - イオンクレジットサービス

## 情報処理システム
1974年（昭和49年）10月、オンラインによるシステムの開発と運用を目的に、山形相互銀行（現：きらやか銀行）と共に資本金5000万円でエスワイコンピューターサービス（SYC）を山形市小白川町に設立し、委託方式で翌年11月から第一次オンラインシステムを稼動させ、1986年（昭和61年）1月には第二次オンラインシステムが稼動となった。
その後、歳月の経過によってSYCによる総合オンラインシステムも老朽化した上、年々、金融のIT化が進展する中、両行においても新システムの構築が喫緊の経営課題となった。そこで協議を重ねた結果、システム分野における独自性を最優先させ、2006年（平成18年）上期までにSYCの共同運営を終了するとの決定を下した。これを受け、同年5月7日から荘銀の基幹系システムは、NTTデータ地銀共同センターへと移行している。

## ギャラリー

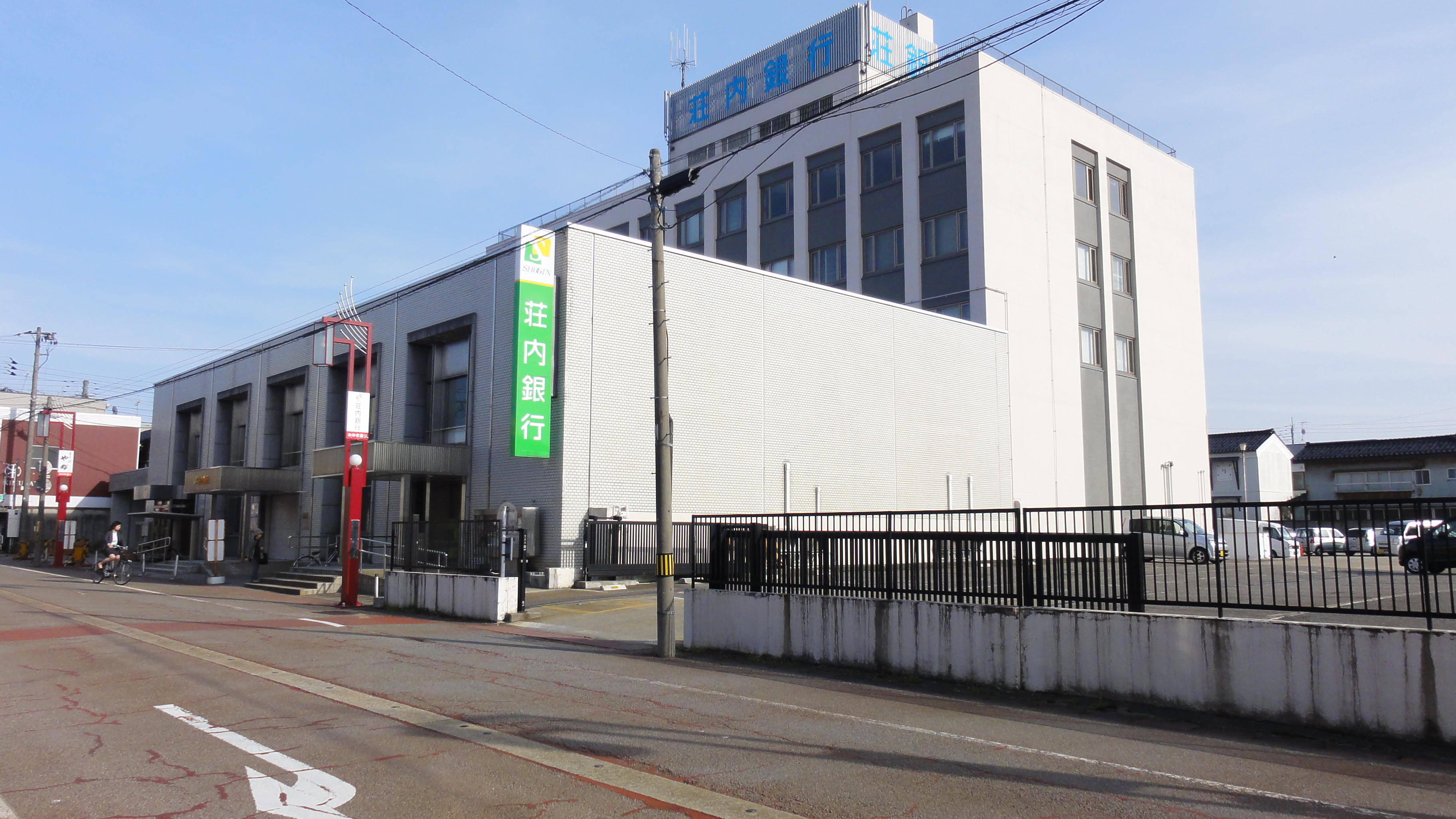
旧本店
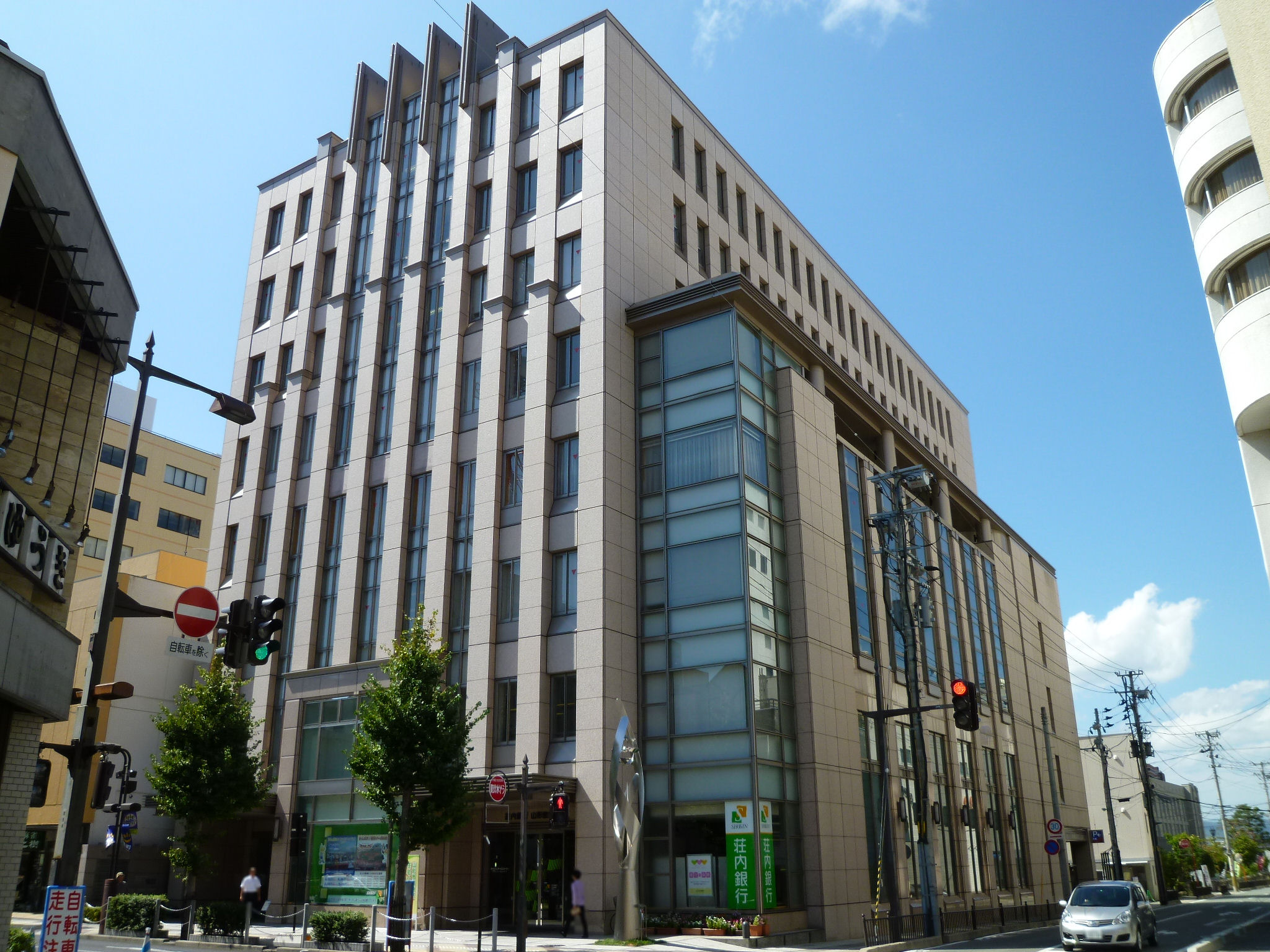
山形本店営業部（荘銀山形ビル）
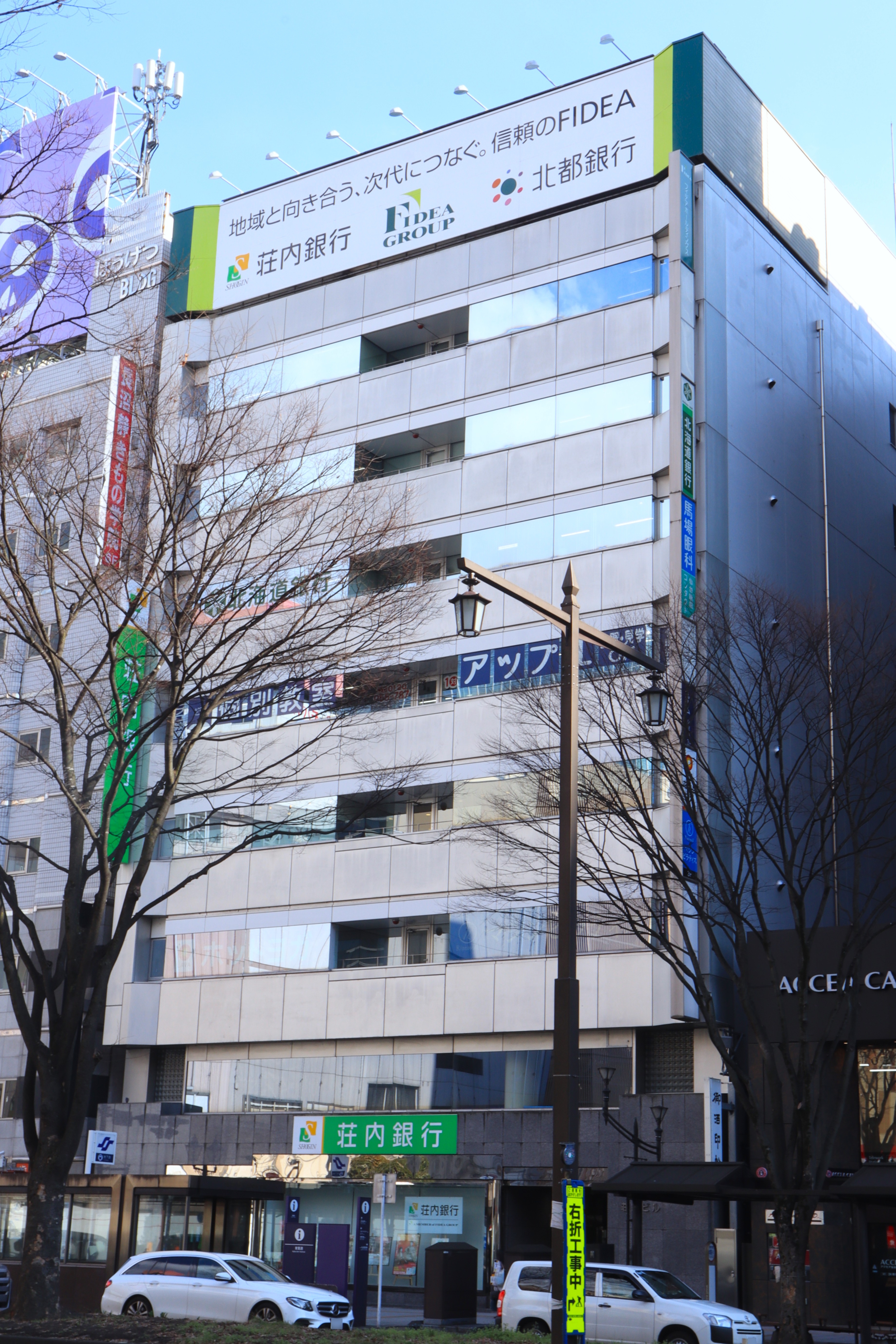
仙台支店（荘銀ビル）
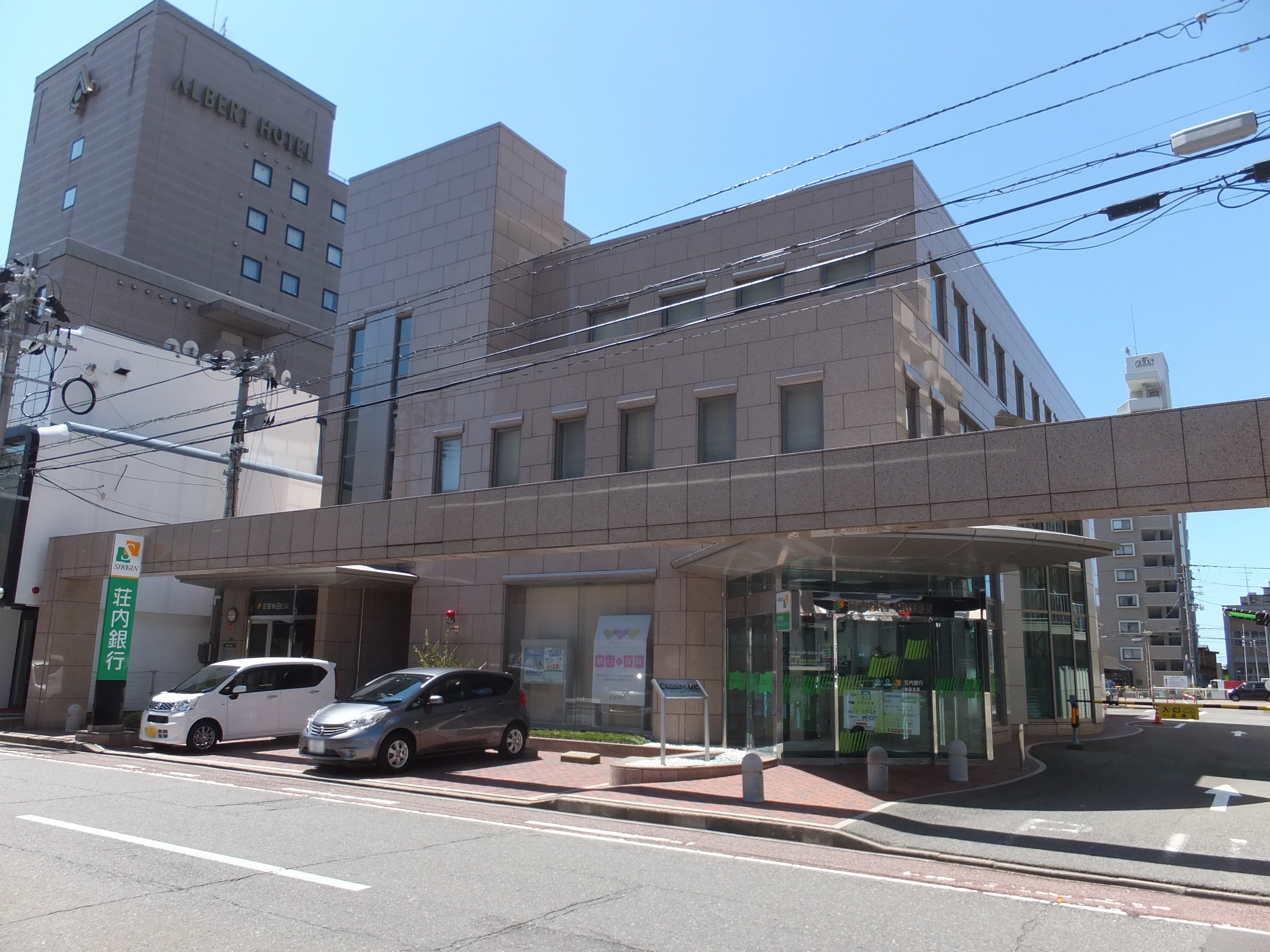
旧秋田支店（荘銀秋田ビル）

### 注
1. ↑  以後、山形県全域は日銀仙台支店の管内となる。
2. ↑  現：秋田市中通、明治安田生命秋田ビル。現在はSMBC日興証券秋田支店が入る。